# HD 68450
HD 68450 es una estrella de magnitud aparente +6,44 situada en la constelación de Puppis, la popa del Navío Argos.
Su distancia no es bien conocida, diversos estudios la sitúan entre 850 y 1000 pársecs (2770 - 3260 años luz) del sistema solar.
Aunque visualmente puede parecer que es miembro del cúmulo Escorial 27 (vd BH23) —al que pertenecen MX Puppis y OS Puppis—, se piensa que en realidad está detrás del mismo.
HD 6845 es una gigante luminosa azul de tipo espectral O9.5II, catalogada también como B0III.
Tiene una luminosidad 68.656 veces superior a la luminosidad solar y una elevada temperatura efectiva de 29.900 K.
Gira sobre sí misma con una velocidad de rotación proyectada —límite inferior de la misma que depende de la inclinación de su eje de rotación— de 97 km/s.
Es una estrella masiva con una masa de 19,6 masas solares y una edad de 6,1 ± 0,2 millones de años.
Su masa está claramente por encima del límite a partir del cual las estrellas finalizan su vida explosionando violentamente en forma de supernova.
Las estrellas de tipo O —excepcionalmente calientes y luminosas— son muy escasas en la galaxia. Naos (ζ Puppis), en esta misma constelación, es una de las estrellas de tipo O más brillantes. Su luminosidad es unas ocho veces superior que la de HD 68450.